# نیروهای مسلح پادشاهی مراکش
نیروهای مسلح پادشاهی مراکش (انگلیسی: Royal Moroccan Armed Forces) مجموعه نیروهای نظامی مراکش است، که از نیروی زمینی پادشاهی مراکش، نیروی هوایی پادشاهی مراکش، نیروی دریایی پادشاهی مراکش، ژاندارمری پادشاهی مراکش و گارد پادشاهی مراکش تشکیل می‌شود.